# Torneo Federativo 2024 (Chaco)
El Torneo Federativo 2024 de la Federación Chaqueña de Fútbol fue la 20.ª edición del mencionado campeonato de fútbol disputado en la Provincia del Chaco, Argentina, organizado por la Federación Chaqueña de Fútbol y que nuclea a las principales ligas regionales de esa provincia. Participaron del mismo 32 equipos provenientes todos de las mencionadas 8 ligas regionales, los cuales disputaron el torneo en formato de llaves eliminatorias en partidos de ida y vuelta. Las llaves fueron ordenadas según las zonas de influencia de cada Liga, siendo divididas en Zona Este y Zona Oeste. El objetivo de este torneo fue otorgar al campeón del mismo, una plaza en el Torneo Regional Federal Amateur 2024-25.
Este torneo tuvo su inicio el 8 de junio de 2024, con la disputa de los primeros 16 encuentros y finalizó el 1.º de septiembre de 2024. Al cabo del mismo, el Club Atlético Villa Alvear de Resistencia, afiliado a la Liga Chaqueña de Fútbol se proclamó campeón al derrotar al Club Sportivo Cultural de Juan José Castelli, afiliado a la Liga Saenzpeñense de Fútbol. Con esta consagración, Villa Alvear obtuvo la plaza correspondiente para disputar el Torneo Regional Federal Amateur 2024-25.
Cabe destacar que esta edición fue coincidente con la celebración del 20.º aniversario de la creación de este evento, cuya primera edición tuvo lugar en el año 2004, teniendo solamente una interrupción en el año 2020, como consecuencia del brote pandémico de COVID-19 ocurrido en ese año en la República Argentina.

## Equipos participantes
Como se mencionó al inicio, participaron de este torneo 32 equipos, los cuales fueron agrupados en dos zonas según el área de influencia de cada liga a la que se encuentren afiliados.

### Zona Este
| Club                                      | Localidad                  | Liga de origen               |
| ----------------------------------------- | -------------------------- | ---------------------------- |
| Don Orione Atletic Club                   | Barranqueras               | Liga Chaqueña de Fútbol      |
| Club Bancarios Resistencia                | Resistencia                | Liga Chaqueña de Fútbol      |
| Club Deportivo Policiales                 | Resistencia                | Liga Chaqueña de Fútbol      |
| Club Atlético Villa Alvear                | Resistencia                | Liga Chaqueña de Fútbol      |
| Club Social y Deportivo Libertador        | General José de San Martín | Liga de Fútbol del Norte     |
| Club Atlético América                     | General José de San Martín | Liga de Fútbol del Norte     |
| Club Atlético, Recreativo y Cultural Toba | General José de San Martín | Liga de Fútbol del Norte     |
| Club Social y Deportivo Municipal         | Presidencia Roca           | Liga de Fútbol del Norte     |
| Club Social y Deportivo El Fortín         | Machagai                   | Liga Regional de Fútbol      |
| Club Social y Deportivo Unión             | Machagai                   | Liga Regional de Fútbol      |
| Club Deportivo Municipales                | Colonia Elisa              | Liga Regional de Fútbol      |
| Club San Carlos                           | La Escondida               | Liga Regional de Fútbol      |
| Club Deportivo Municipal                  | La Leonesa                 | Liga de Fútbol de Las Palmas |
| Club Sportivo Capitán Solari              | La Leonesa                 | Liga de Fútbol de Las Palmas |
| Fútbol Club Pabellón Argentino            | Las Palmas                 | Liga de Fútbol de Las Palmas |
| Club Deportivo Chaco                      | Puerto Eva Perón           | Liga de Fútbol de Las Palmas |

### Zona Oeste
| Club                                              | Localidad        | Liga de origen                         |
| ------------------------------------------------- | ---------------- | -------------------------------------- |
| Club Sportivo Cultural                            | Castelli         | Liga Saenzpeñense de Fútbol            |
| Club Ferrocarril General Belgrano                 | P.R. Sáenz Peña  | Liga Saenzpeñense de Fútbol            |
| Club Social y Deportivo Unión de Pampa Alegría    | P.R. Sáenz Peña  | Liga Saenzpeñense de Fútbol            |
| Club Atlético Sportivo                            | P.R. Sáenz Peña  | Liga Saenzpeñense de Fútbol            |
| Club Atlético Juventud Cooperativista             | Quitilipi        | Liga Quitilipense de Fútbol            |
| Club Social y Deportivo Amistad                   | Quitilipi        | Liga Quitilipense de Fútbol            |
| Club Unión Potreros Originarios                   | Quitilipi        | Liga Quitilipense de Fútbol            |
| Atlético Central Fútbol Club                      | Quitilipi        | Liga Quitilipense de Fútbol            |
| Club Cooperativa de Villa Berthet                 | Villa Berthet    | Asociación de Fútbol de Oeste Chaqueño |
| Racing Football Club                              | Villa Berthet    | Asociación de Fútbol de Oeste Chaqueño |
| Centro de Formación Deportiva Claudio Matias Renz | Coronel Du Graty | Asociación de Fútbol de Oeste Chaqueño |
| Avenida Fútbol Club                               | Villa Ángela     | Asociación de Fútbol de Oeste Chaqueño |
| Club Social Sportivo Español                      | Villa Ángela     | Asociación de Fútbol de Oeste Chaqueño |
| Club Sportivo Gancedo                             | Gancedo          | Liga de Fútbol del Noroeste            |
| Club Atlético Huracán                             | Las Breñas       | Liga de Fútbol del Noroeste            |
| Club Atlético Ferrocarriles del Estado            | General Pinedo   | Liga de Fútbol del Noroeste            |

## Fixture

### Fixture Zona Este
|  | Octavos de final | Octavos de final   | Octavos de final | Octavos de final | Octavos de final |    |             | Cuartos de final | Cuartos de final | Cuartos de final | Cuartos de final | Cuartos de final |   |              | Semifinales | Semifinales | Semifinales | Semifinales | Semifinales |   |              | Final | Final | Final | Final |  |
|  |                  |                    |                  |                  |                  |    |             |                  |                  |                  |                  |                  |   |              |             |             |             |             |             |   |              |       |       |       |       |  |
|  |                  |                    |                  |                  |                  |    |             |                  |                  |                  |                  |                  |   |              |             |             |             |             |             |   |              |       |       |       |       |  |
|  | GSM              | Deportivo Toba     | 3                | 2                |                  |    |             |                  |                  |                  |                  |                  |   |              |             |             |             |             |             |   |              |       |       |       |       |  |
|  | GSM              | Deportivo Toba     | 3                | 2                |                  |    |             |                  |                  |                  |                  |                  |   |              |             |             |             |             |             |   |              |       |       |       |       |  |
|  | LL               | Municipal          | 3                | 3                |                  |    |             |                  |                  |                  |                  |                  |   |              |             |             |             |             |             |   |              |       |       |       |       |  |
|  | LL               | Municipal          | 3                | 3                |                  | LL | Municipal   | 0                | 2                |                  |                  |                  |   |              |             |             |             |             |             |   |              |       |       |       |       |  |
|  |                  |                    |                  |                  |                  | LL | Municipal   | 0                | 2                |                  |                  |                  |   |              |             |             |             |             |             |   |              |       |       |       |       |  |
|  |                  |                    | R                | Villa Alvear     | 2                | 3  |             |                  |                  |                  |                  |                  |   |              |             |             |             |             |             |   |              |       |       |       |       |  |
|  | R                | Villa Alvear       | R                | Villa Alvear     | 2                | 3  | 5           | 1                |                  |                  |                  |                  |   |              |             |             |             |             |             |   |              |       |       |       |       |  |
|  | R                | Villa Alvear       |                  |                  |                  |    |             |                  |                  |                  |                  |                  |   |              |             |             |             |             |             |   |              |       |       |       |       |  |
|  | M                | El Fortín          | 0                | 0                |                  |    |             |                  |                  |                  |                  |                  |   |              |             |             |             |             |             |   |              |       |       |       |       |  |
|  | M                | El Fortín          | 0                | 0                |                  |    |             |                  |                  |                  |                  |                  | R | Villa Alvear | 0           | 1           | (5)         |             |             |   |              |       |       |       |       |  |
|  |                  |                    |                  |                  |                  |    |             |                  |                  |                  |                  |                  | R | Villa Alvear | 0           | 1           | (5)         |             |             |   |              |       |       |       |       |  |
|  |                  |                    | B                | Don Orione       | 1                | 0  | (4)         |                  |                  |                  |                  |                  |   |              |             |             |             |             |             |   |              |       |       |       |       |  |
|  | LE               | San Carlos         | B                | Don Orione       | 1                | 0  | (4)         | 2                | 0                |                  |                  |                  |   |              |             |             |             |             |             |   |              |       |       |       |       |  |
|  | LE               | San Carlos         |                  |                  |                  |    |             |                  |                  |                  |                  |                  |   |              |             |             |             |             |             |   |              |       |       |       |       |  |
|  | B                | Don Orione         | 0                | 6                |                  |    |             |                  |                  |                  |                  |                  |   |              |             |             |             |             |             |   |              |       |       |       |       |  |
|  | B                | Don Orione         | 0                | 6                |                  | B  | Don Orione  | 0                | 2                |                  |                  |                  |   |              |             |             |             |             |             |   |              |       |       |       |       |  |
|  |                  |                    |                  |                  |                  | B  | Don Orione  | 0                | 2                |                  |                  |                  |   |              |             |             |             |             |             |   |              |       |       |       |       |  |
|  |                  |                    | GSM              | Libertador       | 1                | 0  |             |                  |                  |                  |                  |                  |   |              |             |             |             |             |             |   |              |       |       |       |       |  |
|  | LL               | Capitán Solari     | GSM              | Libertador       | 1                | 0  | 0           | 1                |                  |                  |                  |                  |   |              |             |             |             |             |             |   |              |       |       |       |       |  |
|  | LL               | Capitán Solari     |                  |                  |                  |    |             |                  |                  |                  |                  |                  |   |              |             |             |             |             |             |   |              |       |       |       |       |  |
|  | GSM              | Libertador         | 3                | 2                |                  |    |             |                  |                  |                  |                  |                  |   |              |             |             |             |             |             |   |              |       |       |       |       |  |
|  | GSM              | Libertador         | 3                | 2                |                  |    |             |                  |                  |                  |                  |                  |   |              |             |             |             |             |             | R | Villa Alvear | 3     | 1     |       |       |  |
|  |                  |                    |                  |                  |                  |    |             |                  |                  |                  |                  |                  |   |              |             |             |             |             |             | R | Villa Alvear | 3     | 1     |       |       |  |
|  |                  |                    | R                | Policiales       | 0                | 1  |             |                  |                  |                  |                  |                  |   |              |             |             |             |             |             |   |              |       |       |       |       |  |
|  | PR               | Municipal          | R                | Policiales       | 0                | 1  | 1           | 0                | (5)              |                  |                  |                  |   |              |             |             |             |             |             |   |              |       |       |       |       |  |
|  | PR               | Municipal          |                  |                  |                  |    |             |                  |                  |                  |                  |                  |   |              |             |             |             |             |             |   |              |       |       |       |       |  |
|  | LP               | Pabellón Argentino | 1                | 0                | (3)              |    |             |                  |                  |                  |                  |                  |   |              |             |             |             |             |             |   |              |       |       |       |       |  |
|  | LP               | Pabellón Argentino | 1                | 0                | (3)              |    | PR          | Municipal        | 1                | 1                | (3)              |                  |   |              |             |             |             |             |             |   |              |       |       |       |       |  |
|  |                  |                    |                  |                  |                  |    | PR          | Municipal        | 1                | 1                | (3)              |                  |   |              |             |             |             |             |             |   |              |       |       |       |       |  |
|  |                  |                    | R                | Policiales       | 0                | 2  | (5)         |                  |                  |                  |                  |                  |   |              |             |             |             |             |             |   |              |       |       |       |       |  |
|  | R                | Policiales         | R                | Policiales       | 0                | 2  | (5)         | 2                | 4                |                  |                  |                  |   |              |             |             |             |             |             |   |              |       |       |       |       |  |
|  | R                | Policiales         |                  |                  |                  |    |             |                  |                  |                  |                  |                  |   |              |             |             |             |             |             |   |              |       |       |       |       |  |
|  | GSM              | América            | 1                | 3                |                  |    |             |                  |                  |                  |                  |                  |   |              |             |             |             |             |             |   |              |       |       |       |       |  |
|  | GSM              | América            | 1                | 3                |                  |    |             |                  |                  |                  |                  |                  | R | Policiales   | 3           | 1           |             |             |             |   |              |       |       |       |       |  |
|  |                  |                    |                  |                  |                  |    |             |                  |                  |                  |                  |                  | R | Policiales   | 3           | 1           |             |             |             |   |              |       |       |       |       |  |
|  |                  |                    | M                | Unión            | 1                | 2  |             |                  |                  |                  |                  |                  |   |              |             |             |             |             |             |   |              |       |       |       |       |  |
|  | PEP              | Deportivo Chaco    | M                | Unión            | 1                | 2  | 1           | 1                |                  |                  |                  |                  |   |              |             |             |             |             |             |   |              |       |       |       |       |  |
|  | PEP              | Deportivo Chaco    |                  |                  |                  |    |             |                  |                  |                  |                  |                  |   |              |             |             |             |             |             |   |              |       |       |       |       |  |
|  | CE               | Municipales        | 2                | 3                |                  |    |             |                  |                  |                  |                  |                  |   |              |             |             |             |             |             |   |              |       |       |       |       |  |
|  | CE               | Municipales        | 2                | 3                |                  | CE | Municipales | 1                | 0                |                  |                  |                  |   |              |             |             |             |             |             |   |              |       |       |       |       |  |
|  |                  |                    |                  |                  |                  | CE | Municipales | 1                | 0                |                  |                  |                  |   |              |             |             |             |             |             |   |              |       |       |       |       |  |
|  |                  |                    | M                | Unión            | 1                | 1  |             |                  |                  |                  |                  |                  |   |              |             |             |             |             |             |   |              |       |       |       |       |  |
|  | M                | Unión              | M                | Unión            | 1                | 1  | 0           | 1                | (4)              |                  |                  |                  |   |              |             |             |             |             |             |   |              |       |       |       |       |  |
|  | M                | Unión              |                  |                  |                  |    |             |                  |                  |                  |                  |                  |   |              |             |             |             |             |             |   |              |       |       |       |       |  |
|  | R                | Bancarios          | 1                | 0                | (3)              |    |             |                  |                  |                  |                  |                  |   |              |             |             |             |             |             |   |              |       |       |       |       |  |
|  | R                | Bancarios          | 1                | 0                | (3)              |    |             |                  |                  |                  |                  |                  |   |              |             |             |             |             |             |   |              |       |       |       |       |  |
|  |                  |                    |                  |                  |                  |    |             |                  |                  |                  |                  |                  |   |              |             |             |             |             |             |   |              |       |       |       |       |  |

Referencias:    

### Fixture Zona Oeste
|  | Octavos de final | Octavos de final  | Octavos de final | Octavos de final  | Octavos de final |    |                   | Cuartos de final | Cuartos de final | Cuartos de final | Cuartos de final | Cuartos de final |   |                   | Semifinales | Semifinales | Semifinales | Semifinales |   |                   | Final | Final | Final | Final |  |
|  |                  |                   |                  |                   |                  |    |                   |                  |                  |                  |                  |                  |   |                   |             |             |             |             |   |                   |       |       |       |       |  |
|  |                  |                   |                  |                   |                  |    |                   |                  |                  |                  |                  |                  |   |                   |             |             |             |             |   |                   |       |       |       |       |  |
|  | VA               | Sportivo Español  | 0                | 1                 | (3)              |    |                   |                  |                  |                  |                  |                  |   |                   |             |             |             |             |   |                   |       |       |       |       |  |
|  | VA               | Sportivo Español  | 0                | 1                 | (3)              |    |                   |                  |                  |                  |                  |                  |   |                   |             |             |             |             |   |                   |       |       |       |       |  |
|  | G                | Sportivo Gancedo  | 0                | 1                 | (4)              |    |                   |                  |                  |                  |                  |                  |   |                   |             |             |             |             |   |                   |       |       |       |       |  |
|  | G                | Sportivo Gancedo  | 0                | 1                 | (4)              |    | G                 | Sportivo Gancedo | 3                | 0                | (1)              |                  |   |                   |             |             |             |             |   |                   |       |       |       |       |  |
|  |                  |                   |                  |                   |                  |    | G                 | Sportivo Gancedo | 3                | 0                | (1)              |                  |   |                   |             |             |             |             |   |                   |       |       |       |       |  |
|  |                  |                   | C                | Sportivo Cultural | 1                | 2  | (4)               |                  |                  |                  |                  |                  |   |                   |             |             |             |             |   |                   |       |       |       |       |  |
|  | Q                | Atlético Central  | C                | Sportivo Cultural | 1                | 2  | (4)               | 0                | 0                |                  |                  |                  |   |                   |             |             |             |             |   |                   |       |       |       |       |  |
|  | Q                | Atlético Central  |                  |                   |                  |    |                   |                  |                  |                  |                  |                  |   |                   |             |             |             |             |   |                   |       |       |       |       |  |
|  | C                | Sportivo Cultural | 2                | 4                 |                  |    |                   |                  |                  |                  |                  |                  |   |                   |             |             |             |             |   |                   |       |       |       |       |  |
|  | C                | Sportivo Cultural | 2                | 4                 |                  |    |                   |                  |                  |                  |                  |                  | C | Sportivo Cultural | 0           | 2           |             |             |   |                   |       |       |       |       |  |
|  |                  |                   |                  |                   |                  |    |                   |                  |                  |                  |                  |                  | C | Sportivo Cultural | 0           | 2           |             |             |   |                   |       |       |       |       |  |
|  |                  |                   | SP               | Atlético Sportivo | 0                | 0  |                   |                  |                  |                  |                  |                  |   |                   |             |             |             |             |   |                   |       |       |       |       |  |
|  | SP               | Atlético Sportivo | SP               | Atlético Sportivo | 0                | 0  | 2                 | 4                |                  |                  |                  |                  |   |                   |             |             |             |             |   |                   |       |       |       |       |  |
|  | SP               | Atlético Sportivo |                  |                   |                  |    |                   |                  |                  |                  |                  |                  |   |                   |             |             |             |             |   |                   |       |       |       |       |  |
|  | Q                | Cooperativista    | 2                | 0                 |                  |    |                   |                  |                  |                  |                  |                  |   |                   |             |             |             |             |   |                   |       |       |       |       |  |
|  | Q                | Cooperativista    | 2                | 0                 |                  | SP | Atlético Sportivo | 3                | 1                | (4)              |                  |                  |   |                   |             |             |             |             |   |                   |       |       |       |       |  |
|  |                  |                   |                  |                   |                  | SP | Atlético Sportivo | 3                | 1                | (4)              |                  |                  |   |                   |             |             |             |             |   |                   |       |       |       |       |  |
|  |                  |                   | VB               | Cooperativa       | 3                | 1  | (2)               |                  |                  |                  |                  |                  |   |                   |             |             |             |             |   |                   |       |       |       |       |  |
|  | VB               | Racing            | VB               | Cooperativa       | 3                | 1  | (2)               | 1                | 1                |                  |                  |                  |   |                   |             |             |             |             |   |                   |       |       |       |       |  |
|  | VB               | Racing            |                  |                   |                  |    |                   |                  |                  |                  |                  |                  |   |                   |             |             |             |             |   |                   |       |       |       |       |  |
|  | VB               | Cooperativa       | 1                | 3                 |                  |    |                   |                  |                  |                  |                  |                  |   |                   |             |             |             |             |   |                   |       |       |       |       |  |
|  | VB               | Cooperativa       | 1                | 3                 |                  |    |                   |                  |                  |                  |                  |                  |   |                   |             |             |             |             | C | Sportivo Cultural | 2     | 6     |       |       |  |
|  |                  |                   |                  |                   |                  |    |                   |                  |                  |                  |                  |                  |   |                   |             |             |             |             | C | Sportivo Cultural | 2     | 6     |       |       |  |
|  |                  |                   | Q                | Potreros          | 1                | 0  |                   |                  |                  |                  |                  |                  |   |                   |             |             |             |             |   |                   |       |       |       |       |  |
|  | VA               | Avenida FC        | Q                | Potreros          | 1                | 0  | 2                 | 1                | (5)              |                  |                  |                  |   |                   |             |             |             |             |   |                   |       |       |       |       |  |
|  | VA               | Avenida FC        |                  |                   |                  |    |                   |                  |                  |                  |                  |                  |   |                   |             |             |             |             |   |                   |       |       |       |       |  |
|  | LB               | Huracán           | 1                | 2                 | (3)              |    |                   |                  |                  |                  |                  |                  |   |                   |             |             |             |             |   |                   |       |       |       |       |  |
|  | LB               | Huracán           | 1                | 2                 | (3)              |    | VA                | Avenida FC       | 2                | 2                |                  |                  |   |                   |             |             |             |             |   |                   |       |       |       |       |  |
|  |                  |                   |                  |                   |                  |    | VA                | Avenida FC       | 2                | 2                |                  |                  |   |                   |             |             |             |             |   |                   |       |       |       |       |  |
|  |                  |                   | Q                | Potreros          | 4                | 2  |                   |                  |                  |                  |                  |                  |   |                   |             |             |             |             |   |                   |       |       |       |       |  |
|  | Q                | Potreros          | Q                | Potreros          | 4                | 2  | 2                 | 0                | (5)              |                  |                  |                  |   |                   |             |             |             |             |   |                   |       |       |       |       |  |
|  | Q                | Potreros          |                  |                   |                  |    |                   |                  |                  |                  |                  |                  |   |                   |             |             |             |             |   |                   |       |       |       |       |  |
|  | DG               | Matías Renz       | 2                | 0                 | (4)              |    |                   |                  |                  |                  |                  |                  |   |                   |             |             |             |             |   |                   |       |       |       |       |  |
|  | DG               | Matías Renz       | 2                | 0                 | (4)              |    |                   |                  |                  |                  |                  |                  |   | Q                 | Potreros    | 0           | 3           |             |   |                   |       |       |       |       |  |
|  |                  |                   |                  |                   |                  |    |                   |                  |                  |                  |                  |                  |   | Q                 | Potreros    | 0           | 3           |             |   |                   |       |       |       |       |  |
|  |                  |                   | SP               | General Belgrano  | 0                | 2  |                   |                  |                  |                  |                  |                  |   |                   |             |             |             |             |   |                   |       |       |       |       |  |
|  | GP               | Ferro             | SP               | General Belgrano  | 0                | 2  | 1                 | 0                |                  |                  |                  |                  |   |                   |             |             |             |             |   |                   |       |       |       |       |  |
|  | GP               | Ferro             |                  |                   |                  |    |                   |                  |                  |                  |                  |                  |   |                   |             |             |             |             |   |                   |       |       |       |       |  |
|  | SP               | General Belgrano  | 1                | 4                 |                  |    |                   |                  |                  |                  |                  |                  |   |                   |             |             |             |             |   |                   |       |       |       |       |  |
|  | SP               | General Belgrano  | 1                | 4                 |                  | SP | General Belgrano  | 1                | 0                | (4)              |                  |                  |   |                   |             |             |             |             |   |                   |       |       |       |       |  |
|  |                  |                   |                  |                   |                  | SP | General Belgrano  | 1                | 0                | (4)              |                  |                  |   |                   |             |             |             |             |   |                   |       |       |       |       |  |
|  |                  |                   | SP               | Unión             | 1                | 0  | (1)               |                  |                  |                  |                  |                  |   |                   |             |             |             |             |   |                   |       |       |       |       |  |
|  | SP               | Unión             | SP               | Unión             | 1                | 0  | (1)               | 0                | 2                |                  |                  |                  |   |                   |             |             |             |             |   |                   |       |       |       |       |  |
|  | SP               | Unión             |                  |                   |                  |    |                   |                  |                  |                  |                  |                  |   |                   |             |             |             |             |   |                   |       |       |       |       |  |
|  | Q                | Amistad           | 0                | 1                 |                  |    |                   |                  |                  |                  |                  |                  |   |                   |             |             |             |             |   |                   |       |       |       |       |  |
|  | Q                | Amistad           | 0                | 1                 |                  |    |                   |                  |                  |                  |                  |                  |   |                   |             |             |             |             |   |                   |       |       |       |       |  |
|  |                  |                   |                  |                   |                  |    |                   |                  |                  |                  |                  |                  |   |                   |             |             |             |             |   |                   |       |       |       |       |  |

Referencias:  

## Desarrollo del Torneo

### Clasificación Zona Este
| Octavos de final                                        | Octavos de final   | Octavos de final   | Octavos de final | Octavos de final   |
| Llaves                                                  | Fechas             | Local              | Marcador         | Visitante          |
| ------------------------------------------------------- | ------------------ | ------------------ | ---------------- | ------------------ |
| 1                                                       | Ida: 09-06-2024    | Deportivo Toba     | 3-3              | Municipal (LL)     |
| 1                                                       | Vuelta: 14-06-2024 | Municipal (LL)     | 3-2              | Deportivo Toba     |
| Global: Municipal (LL) 6 - Deportivo Toba 5.            |                    |                    |                  |                    |
|                                                         |                    |                    |                  |                    |
| 2                                                       | Ida: 08-06-2024    | Villa Alvear       | 5-0              | El Fortín          |
| 2                                                       | Vuelta: 17-06-2024 | El Fortín          | 0-1              | Villa Alvear       |
| Global: Villa Alvear 6 - El Fortín 0.                   |                    |                    |                  |                    |
|                                                         |                    |                    |                  |                    |
| 3                                                       | Ida: 08-06-2024    | San Carlos         | 2-0              | Don Orione         |
| 3                                                       | Vuelta: 17-06-2024 | Don Orione         | 6-0              | San Carlos         |
| Global: Don Orione 6 - San Carlos 2.                    |                    |                    |                  |                    |
|                                                         |                    |                    |                  |                    |
| 4                                                       | Ida: 09-06-2024    | Capitán Solari     | 0-3              | Libertador         |
| 4                                                       | Vuelta: 15-06-2024 | Libertador         | 2-1              | Capitán Solari     |
| Global: Libertador 4 - Capitán Solari 1.                |                    |                    |                  |                    |
|                                                         |                    |                    |                  |                    |
| 5                                                       | Ida: 09-06-2024    | Municipal (PR)     | 1-1              | Pabellón Argentino |
| 5                                                       | Vuelta: 13-06-2024 | Pabellón Argentino | 0-0              | Municipal (PR)     |
| Global: Municipal (PR) 1 (5) - Pabellón Argentino 1 (3) |                    |                    |                  |                    |
|                                                         |                    |                    |                  |                    |
| 6                                                       | Ida: 09-06-2024    | Policiales         | 2-1              | América            |
| 6                                                       | Vuelta: 15-06-2024 | América            | 3-4              | Policiales         |
| Global: Policiales 6 - América 4.                       |                    |                    |                  |                    |
|                                                         |                    |                    |                  |                    |
| 7                                                       | Ida: 08-06-2024    | Deportivo Chaco    | 1-2              | Municipales (CE)   |
| 7                                                       | Vuelta: 17-06-2024 | Municipales (CE)   | 3-1              | Deportivo Chaco    |
| Global: Municipales (CE) 5 - Deportivo Chaco 2.         |                    |                    |                  |                    |
|                                                         |                    |                    |                  |                    |
| 8                                                       | Ida: 09-06-2024    | Unión              | 0-1              | Bancarios          |
| 8                                                       | Vuelta: 15-06-2024 | Bancarios          | 0-1              | Unión              |
| Global: Unión 1 (6) - Bancarios 1 (5).                  |                    |                    |                  |                    |
|                                                         |                    |                    |                  |                    |
| Cuartos de final                                        |                    |                    |                  |                    |
| Llaves                                                  | Fechas             | Local              | Marcador         | Visitante          |
| 1                                                       | Ida: 22-06-2024    | Municipal (LL)     | 0-2              | Villa Alvear       |
| 1                                                       | Vuelta: 29-06-2024 | Villa Alvear       | 3-2              | Municipal (LL)     |
| Global: Villa Alvear 5 - Municipal (LL) 2.              |                    |                    |                  |                    |
|                                                         |                    |                    |                  |                    |
| 2                                                       | Ida: 24-06-2024    | Libertador         | 1-0              | Don Orione         |
| 2                                                       | Vuelta: 29-06-2024 | Don Orione         | 2-0              | Libertador         |
| Global: Don Orione 2 - Libertador 1.                    |                    |                    |                  |                    |
|                                                         |                    |                    |                  |                    |
| 3                                                       | Ida: 24-06-2024    | Municipal (PR)     | 1-0              | Policiales         |
| 3                                                       | Vuelta: 30-06-2024 | Policiales         | 2-1              | Municipal (PR)     |
| Global: Policiales 2 (5) - Municipal (PR) 2 (3).        |                    |                    |                  |                    |
|                                                         |                    |                    |                  |                    |
| 4                                                       | Ida: 24-06-2024    | Unión              | 1-1              | Municipales (CE)   |
| 4                                                       | Vuelta: 29-06-2024 | Municipales (CE)   | 0-1              | Unión              |
| Global: Unión 2 - Municipales (CE) 1.                   |                    |                    |                  |                    |
|                                                         |                    |                    |                  |                    |
| Semifinales                                             |                    |                    |                  |                    |
| Llaves                                                  | Fechas             | Local              | Marcador         | Visitante          |
| 1                                                       | Ida: 14-07-2024    | Don Orione         | 1-0              | Villa Alvear       |
| 1                                                       | Vuelta: 27-07-2024 | Villa Alvear       | 1-0              | Don Orione         |
| Global: Villa Alvear 1 (5) - Don Orione 1 (4).          |                    |                    |                  |                    |
|                                                         |                    |                    |                  |                    |
| 2                                                       | Ida: 13-07-2024    | Policiales         | 3-1              | Unión              |
| 2                                                       | Vuelta: 28-07-2024 | Unión              | 2-1              | Policiales         |
| Global: Policiales 4 - Unión 3.                         |                    |                    |                  |                    |
|                                                         |                    |                    |                  |                    |
| Final                                                   |                    |                    |                  |                    |
| Llaves                                                  | Fechas             | Local              | Marcador         | Visitante          |
| 1                                                       | Ida: 04-08-2024    | Villa Alvear       | 3-0              | Policiales         |
| 1                                                       | Vuelta: 11-08-2024 | Policiales         | 1-1              | Villa Alvear       |
| Global: Villa Alvear 4 - Policiales 1.                  |                    |                    |                  |                    |
|                                                         |                    |                    |                  |                    |
| Clasificado a la final: Villa Alvear                    |                    |                    |                  |                    |

### Clasificación Zona Oeste
| Octavos de final                                          | Octavos de final   | Octavos de final  | Octavos de final | Octavos de final  |
| Llaves                                                    | Fechas             | Local             | Marcador         | Visitante         |
| --------------------------------------------------------- | ------------------ | ----------------- | ---------------- | ----------------- |
| 1                                                         | Ida: 09-06-2024    | Sportivo Español  | 0-0              | Sportivo Gancedo  |
| 1                                                         | Vuelta: 17-06-2024 | Sportivo Gancedo  | 1-1              | Sportivo Español  |
| Global: Sportivo Gancedo 1 (4) - Sportivo Español 1 (3).  |                    |                   |                  |                   |
|                                                           |                    |                   |                  |                   |
| 2                                                         | Ida: 08-06-2024    | Atlético Central  | 2-0              | Sportivo Cultural |
| 2                                                         | Vuelta: 15-06-2024 | Sportivo Cultural | 4-0              | Atlético Central  |
| Global: Sportivo Cultural 6 - Atlético Central 0.         |                    |                   |                  |                   |
|                                                           |                    |                   |                  |                   |
| 3                                                         | Ida: 09-06-2024    | Atlético Sportivo | 2-2              | Cooperativista    |
| 3                                                         | Vuelta: 17-06-2024 | Cooperativista    | 0-4              | Atlético Sportivo |
| Global: Atlético Sportivo 6 - Cooperativista 2.           |                    |                   |                  |                   |
|                                                           |                    |                   |                  |                   |
| 4                                                         | Ida: 09-06-2024    | Racing (VB)       | 1-1              | Cooperativa (VB)  |
| 4                                                         | Vuelta: 17-06-2024 | Cooperativa (VB)  | 3-1              | Racing (VB)       |
| Global: Cooperativa (VB) 4 - Racing (VB) 2.               |                    |                   |                  |                   |
|                                                           |                    |                   |                  |                   |
| 5                                                         | Ida: 08-06-2024    | Avenida FC        | 2-1              | Huracán (LB)      |
| 5                                                         | Vuelta: 17-06-2024 | Huracán (LB)      | 2-1              | Avenida FC        |
| Global: Avenida FC 3 (5) - Huracán (LB) 3 (3).            |                    |                   |                  |                   |
|                                                           |                    |                   |                  |                   |
| 6                                                         | Ida: 09-06-2024    | Potreros          | 2-2              | Matías Renz       |
| 6                                                         | Vuelta: 17-06-2024 | Matías Renz       | 0-0              | Potreros          |
| Global: Potreros 2 (5) - Matías Renz 2 (4).               |                    |                   |                  |                   |
|                                                           |                    |                   |                  |                   |
| 7                                                         | Ida: 09-06-2024    | Ferro             | 1-1              | General Belgrano  |
| 7                                                         | Vuelta: 16-06-2024 | General Belgrano  | 4-0              | Ferro             |
| Global: General Belgrano 5 - Ferro 1.                     |                    |                   |                  |                   |
|                                                           |                    |                   |                  |                   |
| 8                                                         | Ida: 09-06-2024    | Unión (SP)        | 0-0              | Amistad           |
| 8                                                         | Vuelta: 16-06-2024 | Amistad           | 1-2              | Unión (SP)        |
| Global: Unión (SP) 2 - Amistad 1.                         |                    |                   |                  |                   |
|                                                           |                    |                   |                  |                   |
| Cuartos de final                                          |                    |                   |                  |                   |
| Llaves                                                    | Fechas             | Local             | Marcador         | Visitante         |
| 1                                                         | Ida: 23-06-2024    | Sportivo Gancedo  | 3-1              | Sportivo Cultural |
| 1                                                         | Vuelta: 29-06-2024 | Sportivo Cultural | 2-0              | Sportivo Gancedo  |
| Global: Sportivo Cultural 2 (4) - Sportivo Gancedo 0 (1). |                    |                   |                  |                   |
|                                                           |                    |                   |                  |                   |
| 2                                                         | Ida: 23-06-2024    | Atlético Sportivo | 3-3              | Cooperativa       |
| 2                                                         | Vuelta: 29-06-2024 | Cooperativa       | 1-1              | Atlético Sportivo |
| Global: Atlético Sportivo 4 (4) - Cooperativa 4 (1).      |                    |                   |                  |                   |
|                                                           |                    |                   |                  |                   |
| 3                                                         | Ida: 06-07-2024    | Potreros          | 4-2              | Avenida FC        |
| 3                                                         | Vuelta: 14-07-2024 | Avenida FC        | 2-2              | Potreros          |
| Global: Potreros 6 - Avenida FC 4.                        |                    |                   |                  |                   |
|                                                           |                    |                   |                  |                   |
| 4                                                         | Ida: 23-06-2024    | Unión (SP)        | 1-1              | General Belgrano  |
| 4                                                         | Vuelta: 14-07-2024 | General Belgrano  | 0-0              | Unión (SP)        |
| Global: General Belgrano 1 (4) - Unión (SP) 1 (1).        |                    |                   |                  |                   |
|                                                           |                    |                   |                  |                   |
| Semifinales                                               |                    |                   |                  |                   |
| Llaves                                                    | Fechas             | Local             | Marcador         | Visitante         |
| 1                                                         | Ida: 21-07-2024    | Atlético Sportivo | 0-0              | Sportivo Cultural |
| 1                                                         | Vuelta: 28-07-2024 | Sportivo Cultural | 2-0              | Atlético Sportivo |
| Global: Sportivo Cultural 2 - Atlético Sportivo 0.        |                    |                   |                  |                   |
|                                                           |                    |                   |                  |                   |
| 2                                                         | Ida: 20-07-2024    | General Belgrano  | 0-0              | Potreros          |
| 2                                                         | Vuelta: 28-07-2024 | Potreros          | 3-2              | General Belgrano  |
| Global: Potreros 3 - General Belgrano 2.                  |                    |                   |                  |                   |
|                                                           |                    |                   |                  |                   |
| Final                                                     |                    |                   |                  |                   |
| Llaves                                                    | Fechas             | Local             | Marcador         | Visitante         |
| 1                                                         | Ida: 04-08-2024    | Potreros          | 1-2              | Sportivo Cultural |
| 1                                                         | Vuelta: 20-08-2024 | Sportivo Cultural | 6-0              | Potreros          |
| Global: Sportivo Cultural 8 - Potreros 1.                 |                    |                   |                  |                   |
|                                                           |                    |                   |                  |                   |
| Clasificado a la final: Sportivo Cultural                 |                    |                   |                  |                   |

## Final
La Final del campeonato fue disputada entre el ganador de la Zona Este y el ganador de la Zona Oeste, disputándose en una llave de ida y vuelta. El campeón del Torneo Federativo 2024, resultó el Club Atlético Villa Alvear de la Ciudad de Resistencia, afiliado a la Liga Chaqueña de Fútbol, derrotando en la final al Club Sportivo Cultural de Juan José Castelli y afiliado a la Liga Saenzpeñense de Fútbol.

### Llave definitoria
|  | Final |                   |   |   |  |
|  |       |                   |   |   |  |
|  | C     | Sportivo Cultural | 0 | 1 |  |
|  | C     | Sportivo Cultural | 0 | 1 |  |
|  | R     | Villa Alvear      | 1 | 2 |  |
|  | R     | Villa Alvear      | 1 | 2 |  |

Referencias:  

### Definición
| Final                                         | Final              | Final             | Final    | Final             |
| Llaves                                        | Fechas             | Local             | Marcador | Visitante         |
| --------------------------------------------- | ------------------ | ----------------- | -------- | ----------------- |
| 1                                             | Ida: 25-08-2024    | Sportivo Cultural | 0-1      | Villa Alvear      |
| 1                                             | Vuelta: 01-09-2024 | Villa Alvear      | 3-1      | Sportivo Cultural |
| Global: Villa Alvear 3 - Sportivo Cultural 1. |                    |                   |          |                   |
|                                               |                    |                   |          |                   |
| Campeón: Villa Alvear                         |                    |                   |          |                   |

|                                 |
|                                 |
| Campeón Villa Alvear 2.º título |

## Artículo principal
- Torneo Federativo (Chaco)